# Dogma 95

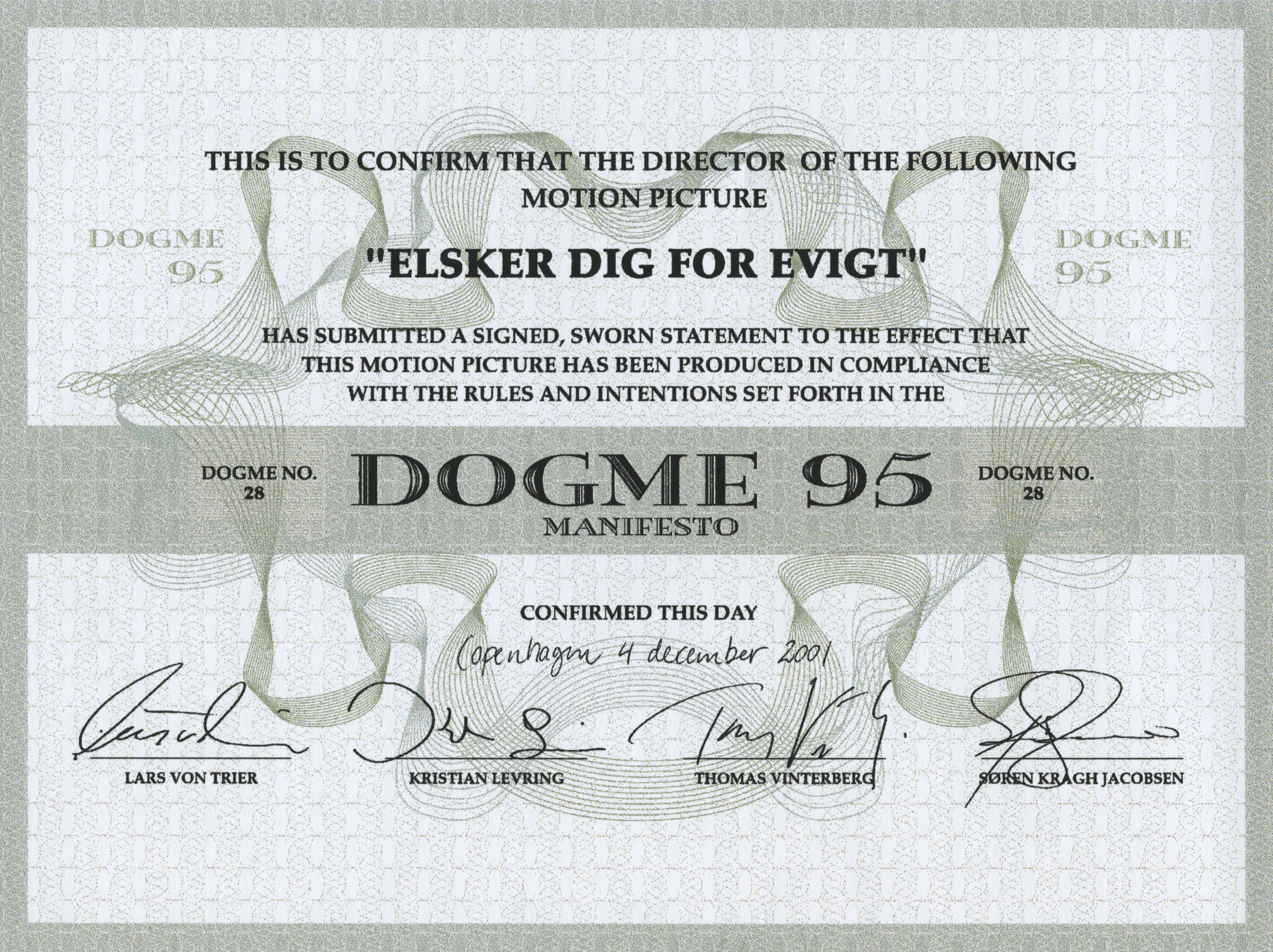
Certificato che attesta il film Open Hearts di Susanne Bier come ventottesimo lungometraggio del collettivo

Dogma 95 (Dogme 95) è stato un movimento cinematografico creato nel 1995 dai registi danesi Lars von Trier e Thomas Vinterberg. Alla base di esso un decalogo di regole espresse in un manifesto programmatico pubblicato nel 1995 (da cui il nome). Si trattava di regole per la creazione di film basati sui valori tradizionali della recitazione e del tema, escludendo l'uso di effetti speciali o tecnologie elaborate.

## Storia
Vinterberg ha detto che hanno scritto le regole in 45 minuti. Il manifesto inizialmente imita il saggio del 1954 di François Truffaut "Une certaine tendance du cinéma français" in Cahiers du cinéma. Hanno annunciato il movimento Dogma 95 il 13 marzo 1995, a Parigi, alla conferenza Le cinéma vers son deuxième siècle: Il mondo del cinema si era riunito per celebrare il primo secolo del cinema e contemplare il futuro incerto del cinema commerciale. Chiamato a parlare del futuro del cinema, Lars von Trier ha inondato il pubblico divertito con opuscoli rossi che annunciavano "Dogma 95". Il decalogo, al quale aderirono subito anche Søren Kragh-Jacobsen e Kristian Levring, è spesso definito anche con il significativo nome di Voto di castità, che lascia intendere lo spirito del movimento, ed è stato stilato e firmato ufficialmente a Copenaghen, lunedì 13 marzo 1995.
L'obiettivo era quello di contrastare il dilagare degli effetti speciali e degli investimenti miliardari nel cinema. Niente luci, nessuna scenografia, assenza di colonna sonora, rifiuto di ogni espediente al di fuori di quello della camera a mano. Le regole da seguire per raggiungere questo obiettivo sono state espresse in un manifesto scritto. Il critico cinematografico americano Armond White ha criticato il movimento, affermando che è stato "il manifesto che ha avvicinato il cinema al porno amatoriale", e credendo che il movimento sarebbe stato respinto come insignificante dagli storici del cinema.
Il primo dei film Dogma è stato il film Festen - Festa in famiglia di Vinterberg del 1998. Acclamato dalla critica e vincitore del Premio della giuria al Festival di Cannes di quell'anno. Anche Idioti di Lars von Trier è stato presentato in anteprima a Cannes quell'anno, ma ha avuto meno successo. Dall'uscita dei due film, altri registi hanno realizzato film basati sui principi Dogma. L'attore e regista franco-americano Jean-Marc Barr è stato il primo non danese a dirigere un film Dogma Lovers, seguito dal regista americano Harmony Korine con Julien Donkey-Boy.
Dalla fine degli anni 2000, l'emergere della tecnologia video nelle fotocamere DSLR ha portato a un'enorme ondata di lungometraggi e cortometraggi girati con la maggior parte, se non tutte, delle regole relative al manifesto Dogma 95. Tuttavia, a causa dei progressi nella tecnologia e nella qualità, l'estetica di queste produzioni appare in genere drasticamente diversa da quella dei film Dogma girati su videocamere a nastro. Così cancellando in gran parte le caratteristiche primitive e problematiche delle tecnologie passate, le nuove tecnologie hanno aiutato i registi di Dogma 95 a ottenere un'estetica di risoluzione più elevata, nonché di contrasto, grana della pellicola e saturazione inferiori.
Le regole del manifesto sono state aggirate fin dai primi due film: Vinterberg "ha confessato" di aver coperto una finestra durante le riprese di una scena in Festen, portando così un oggetto di scena sul set e usando quindi "luci speciali" mentre Von Trier ha utilizzato una musica di sottofondo (Le Cygne di Camille Saint-Saëns) nel film Idioti. Julien Donkey-Boy di Korine presenta due scene con musica non diegetica, diverse riprese con telecamere nascoste non manuali e un oggetto di scena non diegetico. Von Trier, tuttavia, ha elogiato le trasgressioni del film in un'intervista rilasciata sul DVD Epidemic. Come il movimento creativo No Wave Cinema, Dogma 95 è stato descritto come un periodo determinante nella produzione di film a basso budget.
Il movimento si è sciolto nel 2005 e il 20 marzo 2005, a Copenaghen, i registi hanno firmato il documento che ha sancito la fine del patto a dieci anni di distanza nei quali sono stati prodotti 35 film. Spesso a questi ci si riferisce solamente con un numero (Dogma 1, Dogma 2, etc.) anziché con il titolo vero e proprioDopo la fine del movimento, altri registi hanno seguito il decalogo ed inserito nel titolo dell'opera prodotta la numerazione crescente, ma è da ritenersi come mera segnalazione della teoria seguita nella lavorazione.

## Il manifesto
Il testo del manifesto del collettivo Dogma 95: il cosiddetto Voto di castità.
Dogma 95 si pone lo scopo dichiarato di contrastare "una certa tendenza" del cinema attuale.

Dogma 95 è un'azione di salvataggio!

Nel 1960 dissero basta! Il cinema era morto e venne fatto risorgere. Lo scopo era buono ma i mezzi no! La Nouvelle Vague si dimostrò un'increspatura che finì in nulla sulla spiaggia e si trasformò in mucillagine. Gli slogan dell'individualismo e della libertà crearono qualche opera, ma nessun cambiamento. L'onda era buona per tutte le stagioni, come i suoi registi. L'onda non è mai stata più forte degli uomini che le stavano dietro. Il cinema antiborghese divenne borghese, perché la base su cui le sue teorie erano costruite era la percezione borghese dell'arte. Il concetto di autore era romanticismo borghese sin dall'inizio, e quindi falso!

Per Dogma 95 il cinema non è individuale!

Oggi infuria una tempesta tecnologica, da cui conseguirà la definitiva democratizzazione del cinema. Per la prima volta chiunque può fare un film. Ma più i media divengono accessibili, più si fa importante l'avanguardia. Non è un caso che la parola avanguardia abbia connotazioni militaresche. La disciplina è la risposta… dobbiamo mettere un'uniforme ai nostri film, perché il film individuale sarà decadente per definizione! Dogma 95 si contrappone al film individuale presentando un corpo di regole indiscutibili conosciute come IL VOTO DI CASTITÀ.

Nel 1960 si disse basta! Il cinema era stato cosmetizzato fino alla morte, si disse; eppure a partire da allora l'uso di cosmetici ha avuto un'esplosione. Il fine "supremo" dei cineasti decadenti è ingannare il pubblico. È di questo che siamo tanto fieri? È questo che abbiamo ottenuto da questi 100 anni di cinema? Illusioni tramite le quali si possono comunicare delle emozioni? Tramite la libera scelta d'ingannarci dell'artista individuale?

La prevedibilità (drammaturgia) è divenuta il vitello d'oro attorno al quale noi danziamo. Il fatto che le vite interiori dei personaggi giustifichino la trama è troppo complicato, non è "arte alta". Mai come ora si sono lodate sperticatamente l'azione superficiale e la cinematografia superficiale.

Il risultato è vuoto. Un'illusione di pathos e un'illusione d'amore.

Per Dogma 95 il cinema non è illusione!

Oggi infuria una tempesta tecnologica, da cui deriva l'elevazione dei cosmetici a Dio. Usando la nuova tecnologia chiunque in qualsiasi momento può lavare via gli ultimi granelli di verità nell'abbraccio mortale della sensazione. Le illusioni sono tutto ciò che il cinema può nascondere dietro di sé.
Io giuro di sottostare al seguente elenco di regole elaborate e confermate dal DOGMA 95:
1. Le riprese vanno girate sulle location. Non devono essere portate scenografie ed oggetti di scena (Se esistono delle necessità specifiche per la storia, va scelta una location adeguata alle esigenze).
2. Il suono non deve mai essere prodotto a parte dalle immagini e viceversa. (La musica non deve essere usata a meno che non sia presente quando il film viene girato).
3. La macchina da presa deve essere portata a mano. Ogni movimento o immobilità ottenibile con le riprese a mano è permesso. (Il film non deve svolgersi davanti alla macchina da presa; le riprese devono essere girate dove il film si svolge).
4. Il film deve essere a colori. Luci speciali non sono permesse. (Se c'è troppa poca luce per l'esposizione della scena, la scena va tagliata o si può fissare una sola luce alla macchina da presa stessa).
5. Lavori ottici e filtri non sono permessi.
6. Il film non deve contenere azione superficiale. (Non devono esserci omicidi, armi, etc.).
7. L'alienazione temporale e geografica non è permessa. (Questo per dire che il film ha luogo qui ed ora).
8. Non sono accettabili film di genere.
9. L'opera finale va trasferita su pellicola Academy 35mm, con il formato 4:3, non widescreen. (N.B. Originariamente si richiedeva di girare direttamente in Academy 35mm, ma la regola è stata cambiata per facilitare le produzioni a basso costo).
10. Il regista non deve essere accreditato.

Inoltre giuro come regista di astenermi dal gusto personale! Non sono più un artista. Giuro di astenermi dal creare un'"opera", perché considero l'istante più importante del complesso. Il mio obiettivo supremo è di trarre fuori la verità dai miei personaggi e dalle mie ambientazioni. Io giuro di far ciò con tutti i mezzi possibili ed al costo di ogni buon gusto ed ogni considerazione estetica.
Così io esprimo il mio VOTO DI CASTITÀ."

Copenaghen, lunedì 13 marzo 1995
A nome del DOGMA 95
Lars von Trier, Thomas Vinterberg»
(Manifesto del Dogma 95)

## Filmografia
- Festen - Festa in famiglia (Festen), regia di Thomas Vinterberg - Dogma #1 (1998)
- Idioti (Idioterne), regia di Lars von Trier - Dogma #2 (1998)
- Mifune - Dogma 3 (Mifunes Sidste Sang), regia di Søren Kragh-Jacobsen - Dogma #3 (1999)
- Il re è vivo (The King Is Alive), regia di Kristian Levring - Dogma #4 (2000)
- Lovers - French Dogma Number One (Lovers), regia di Jean-Marc Barr - Dogma #5 (1999)
- Julien Donkey-Boy, regia di Harmony Korine - Dogma #6 (1999)
- Interview, regia di Hyuk Byun - Dogma #7 (2000)
- Fuckland, regia di José Luis Marquès - Dogma #8 (2000)
- Babylon, regia di Vladan Zdravkovic - Dogma #9 (2001)
- Chetzemoka's Curse, regia di Maya Berthoud, Dave Nold, Marlon Schmidt, Rick Schmidt, Morgan Schmidt-Feng e Chris Tow - Dogma #10 (2001)
- Diapason, regia di Antonio Domenici - Dogma #11 (2001)
- Italiano per principianti (Italiensk For Begyndere), regia di Lone Scherfig - Dogma #12 (2000)
- Amerikana, regia di James Merendino - Dogma #13 (2001)
- Joy Ride, regia di Martin Rengel - Dogma #14 (2001)
- Camera, regia di Rich Martini - Dogma #15 (2000)
- Bad Actors, regia di Shaun Monson - Dogma #16 (2000)
- Reunion, regia di Mark Poggi e Leif Tilden - Dogma #17 (2001)
- Et Rigtigt Menneske, regia di Åke Sandgren - Dogma #18 (2001)
- Når Nettene Blir Lange, regia di Mona J. Hoel - Dogma #19 (2000)
- Strass, regia di Vincent Lannoo - Dogma #20 (2001)
- En kærlighedstorie, regia di Ole Christian Madsen - Dogma #21 (2001)
- Era outra vez, regia di Juan Pinzás - Dogma #22 (2000)
- Resin , regia di Vladimir Gyorski e Steven Sobel - Dogma #23 (2001)
- Security, Colorado, regia di Andrew Gillis - Dogma #24 (2001)
- Converging with Angels, regia di Michael Sorenson - Dogma #25 (2002)
- The Sparkle Room, regia di Alex McAulay - Dogma #26 (2001)
- Ikke udsendt - Dogma #27 (2001)
- Open Hearts (Elsker dig for evigt), regia di Susanne Bier - Dogma #28 (2002)
- The Breadbasket, regia di Matthew Biancniello - cortometraggio, Dogma #29 (2002)
- Días de boda, regia di Juan Pinzás - Dogma #30 (2002)
- El Desenlace, regia di Juan Pinzás - Dogma #31 (2004)
- Se til venstre, der er en svensker, regia di Natasha Arthy - Dogma #32 (2003)
- Residencia, regia di Artemio Espinosa - Dogma #33 (2004)
- Forbrydelser, regia di Annette K. Olesen - Dogma #34 (2004)
- Così per caso, regia di Cristiano Ceriello - Dogma #35 (2004)